# Gérard Leclerc (essayiste)
Pour les articles homonymes, voir Gérard Leclerc et Leclerc.
Gérard Leclerc, pseudonyme de Gérard Coustenoble, né le 14 juin 1942 à Hirson (Aisne), est un journaliste, philosophe, essayiste catholique et militant royaliste français.
Proche du défunt cardinal Jean-Marie Lustiger, il est éditorialiste de France Catholique et de Radio Notre-Dame.

## Biographie
Il devient journaliste en 1968 et il écrit dans l'hebdomadaire Aspects de la France. En 1971, il participe à la fondation de la Nouvelle Action française et devient membre de son comité directeur. Il est également directeur politique de l'organe du mouvement NAF hebdo.
Condamné dans les années 1970 pour diffamation envers Alain de Benoist, il dit avoir vu ses meubles « saisis » à cette occasion.
En 1974, il écrit un essai remarqué sur Maurras : Un autre Maurras qui propose une lecture et une application nouvelle de sa pensée. Cette approche inédite tient compte de la tentation gauchiste de certains étudiants d'Action française, des débats que Leclerc avait engagés avec les chefs de file de la Restauration nationale : Pierre Pujo, Pierre Juhel et Bernard Mallet, et s'inspire de l'œuvre du philosophe catholique Maurice Clavel. 
À propos de cet ouvrage, l'historien Jacques Prévotat observait : 

« Maurras y devient soixante-huitard, moins positiviste et rationaliste que nature, moins classique que romantique, mais « révolutionnaire positif », « prophète d'un nouvel art politique » — bref, un humaniste, un nationaliste convaincu que l'homme ne peut s'épanouir qu'au sein de nations proches et protectrices, un recours pour le citoyen d'aujourd'hui, menacé par « l'univers technocratique contre lequel s'insurge le soulèvement de la vie » »

Par la suite, Leclerc entre au Quotidien de Paris comme responsable des informations religieuses, tout en continuant à tenir la rubrique « Idées » du bimensuel Royaliste, organe de la Nouvelle Action royaliste (NAR).
Lors des élections législatives de 1978, il est le candidat de la NAR dans la première circonscription du Nord, face à Norbert Ségard,.
Ami de Jacques Julliard et de Régis Debray, il collabore maintenant à de nombreuses publications et médias dont Le Figaro, Le Spectacle du Monde, KTO et surtout à l'hebdomadaire France Catholique et à Radio Notre-Dame dont il est éditorialiste.
Opposé au mariage homosexuel, il participe en 2013 à une université d'été de La Manif pour tous.
En 2023, il publie Une autre Action française où il revient sur son parcours militant.

## Ouvrages
- Un autre Maurras, Paris, Institut de politique nationale, 1974.
- Avec Bernanos, Paris, Albin Michel, 1982.
- La Bataille de l'école : 15 siècles d'histoire, 3 ans de combat, Paris, Denoël, 1985.
- L'Église catholique (1962-1986). Crise et renouveau, Paris, Denoël, 1986.
- Jean-Paul II. Le résistant, Paris, Bartillat, 1996.
- Pourquoi veut-on tuer l'Église ?, Paris, Fayard, 1996.
- Le Pape et la France, Paris, Bartillat, 1997.
- Saint Paul, Paris, Pygmalion, 1997.
- Portrait de monsieur Guitton, Paris, Bartillat, 1999.
- L'Amour en morceaux ?, Paris, Presses de la Renaissance, 2000.
- Le Bricolage religieux, Monaco/Paris, Éditions du Rocher, 2002.
- Les Dossiers brûlants de l'Église. Au soir de la vie de Jean-Paul II, Paris, Presses de la Renaissance, 2002.
- Les Dossiers brûlants de l'Église. Les défis de Benoît XVI (édition réactualisée), Paris, Presses de la Renaissance, 2005.
- Rome et les lefébvristes, Paris, Salvator, 2009.
- L'Église face à la pédophilie, Paris, L'Œuvre, 2010
- Roma e i lefebvriani, Italie, San Paolo Edizioni, 2011
- Abécédaire du temps présent (chroniques de la modernité ambiante), Paris, L'œuvre éditions, 2011
- Lefebvristes : le retour, 2012
- Sous les pavés, l'Esprit, Paris, France-Empire & Salvator, 2018.
- Une autre Action française, préf. Frédéric Rouvillois, Éditions de Flore, 2023.